# Reposacaps
|  | Per a altres significats, vegeu «Reposacaps (moble)». |

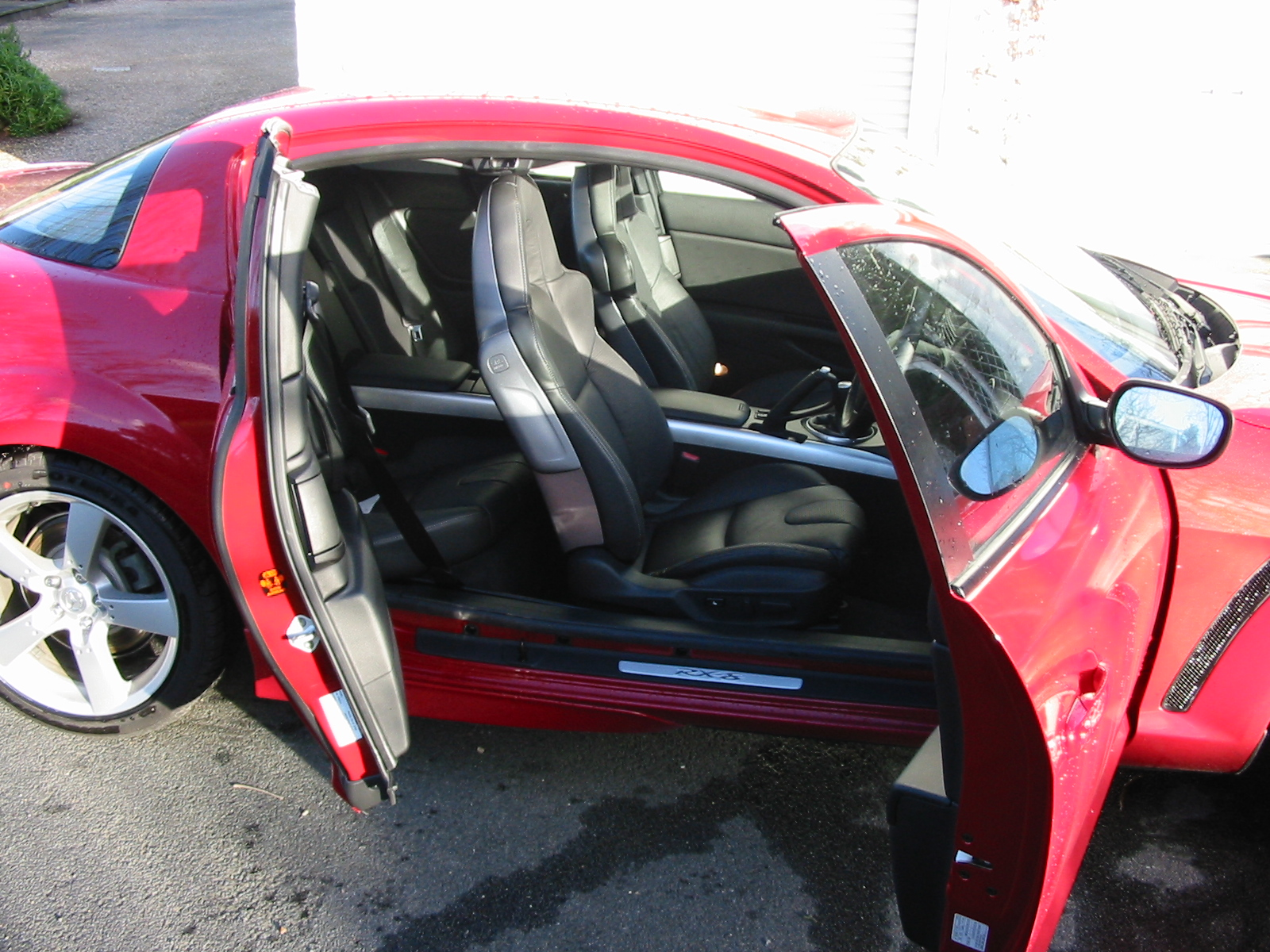
Reposacaps fixos en un Mazda RX-8.

El reposacaps és un element de suport per al cap que posseeixen els respatllers dels vehicles automòbils (automòbils, trens, camions, etc.) i els avions.
La funció primordial del reposacaps no és la de donar comoditat als ocupants del seient, sinó minimitzar les lesions cervicals en cas de col·lisió. Els reposacaps són, per tant, un element de seguretat passiva.

## Base anatòmica
La base anatòmica de la necessitat dels reposacaps és la següent: el cap humà reposa sobre una primera vèrtebra anomenada atles (pel déu de la mitologia grega que portava al món sobre les seves espatlles).
L'atles gira (quan girem el cap cap a la dreta o cap a l'esquerra) sobre la segona vèrtebra, que disposa d'una protuberància què fa d'eix per a l'atles, anomenada «apòfisi odontoide» (perquè la seva forma recorda a la d'una dent). Per aquest motiu, la segona vèrtebra s'anomena axis (eix).
En cas de col·lisió, especialment en cas de col·lisió frontal, el cos de la persona que va en el seient pot desplaçar-se bruscament cap enrere, sent detingut pel respatller del seient. En els seients d'automòbils sense reposacaps (o amb reposacaps mal dissenyats o mal ajustats), el cap continua el seu moviment cap enrere, podent arribar-se a trencar els lligaments que impedeixen, en circumstàncies normals, que l'apòfisi odontoide danyi la medul·la espinal. Si això succeeix, depenent de la gravetat del trencament, l'individu pot quedar paralític o morir desnucat.

## Consideracions d'ús
- Mai han de llevar-se els reposacaps d'un vehicle.
- Els usuaris de vehicles amb reposacaps posteriors abatibles (com els automòbils Mercedes-Benz dels anys vuitanta, per exemple) han de posar-los en la seva posició funcional quan portin passatgers a les places posteriors.
- Els usuaris de vehicles sense reposacaps havien d'instal·lar-los. Actualment en porten tots els vehicles. En els anys seixanta i setanta es venien kits per instal·lar reposacaps en els automòbils que no els portaven de fàbrica (en aquesta època, la majoria). Algunes versions bàsiques d'automòbils venuts en els anys vuitanta no duien reposcaps de fàbrica (el Renault Supercinco C, per exemple).

## Consideracions de disseny
- Alguns fabricants van considerar que no s'havia de deixar a l'usuari la possibilitat d'ajustar malament el reposacaps, per la qual cosa van instal·lar reposacaps fixos en els seus vehicles.
- Una altra possibilitat és fer reposacaps que permetin la visió a través d'ells. D'aquesta manera s'incrementa la visibilitat tant del conductor del vehicle com dels conductors que segueixen al vehicle.